# 충무초등학교 (충남)
충무초등학교는 대한민국 충청남도 아산시에 있는 공립 초등학교이다.

## 학교 연혁
- 2009년 3월 1일 권곡초등학교 분리
- 2009년 3월 1일 12학급 편성 개교(263명)
- 2009년 3월 2일 2009학년도 입학식(57명)
- 2009년 4월 24일 개교식
- 2010년 3월 1일 18학급 인가(564명)
- 2011년 3월 1일 23학급 인가(664명)
- 2012년 3월 1일 26학급 인가(706명)
- 2013년 3월 1일 28학급 인가(727명)
- 2014년 3월 1일 30학급 인가(831명)
- 2015년 3월 1일 32학급 인가(890명)

## 참고 자료
- 충무초등학교 - 한국교육학술정보원 학교알리미